# Diritti LGBT in Iraq
Essere omosessuale in Iraq è legalmente perseguibile tramite incarcerazione dal 2024.
Oltre a ciò, l'omosessualità è ancora fortemente stigmatizzata all'interno della società, con conseguenti omicidi e delitti d'onore nelle zone tribali.  
Sono numerose le squadre della morte che operano all'interno del paese con lo scopo di punire con la morte gli omosessuali, nonostante alcuni grandi esponenti religiosi condannino l'omofobia. 

## Storia
Nel Medioevo essere omosessuali in Iraq era socialmente accettato, come riportano le testimonianze di Abu Nuwas, il quale scrisse poesie a sfondo omoerotico. In particolare a Baghdad l'attività omosessuale era comune. 

### Anni 1960
Nel 1963, il partito Ba’ath salì al potere in Iraq e nel 1969 con il nuovo codice penale, l'omosessualità venne depenalizzata. Ciò rimase invariato anche sotto Saddam Hussein, che prese il potere nel 1979. In questo periodo la vita in Iraq rimase certamente difficile per i gay, ma la loro vita non era lontana, all'epoca, dalle altre varie parti del mondo.

### Prima Guerra del Golfo (1990-1991)
Durante la prima guerra del Golfo, a seguito delle altissime tensioni religiose, Saddam redasse un’intera copia del Corano con il proprio sangue, scrivendo di proprio pugno sulla bandiera nazionale la frase “Allahu akbar” ("Dio è grande") e rivoluzionò il sistema legale del paese, con l'aggiunta della Sharia. 
Inizialmente contrastata con forti attenuanti per quanto riguardano i delitti d'onore, si arrivò in seguito alla pena di morte per sodomia. L'organizzazione religiosa Fida’iyun cominciò ad uccidere molti omosessuali.

### Seconda Guerra del Golfo (2003)
Con la seconda guerra del Golfo, Paul Bremer, il diplomatico USA che guidò l’Autorità provvisoria dal 2003 al 2004, abrogò tutte le riforme legislative di Saddam attuate negli anni '90 e venne così reintrodotto il codice penale del 1969, senza più reati per gli omosessuali. Nonostante ciò, nello stesso periodo, diversi tribunali religiosi, decisi ad imporre la Sharia nuovamente, continuarono a condannare a morte gli omosessuali, come anche i tribunali statali e la polizia stessa uccidendo illegalmente i gay.
Nel 2005 venne presentata una bozza della nuova Costituzione in cui si sanciva che "tutte le norme sui diritti e sulle libertà sono da applicarsi a tutti, tranne ai “deviati“", escludendo omosessuali e lesbiche, bozza che non venne però approvata. 
Nel testo definitivo si precisò che "i diritti e le libertà possono essere limitati in nome della pubblica moralità", proclamando che il diritto islamico dovesse essere il fondamento del diritto statale. Infatti, secondo l’articolo 394 del codice penale iracheno, per coloro che hanno avuto rapporti sessuali al di fuori del matrimonio, a prescindere dal genere sessuale, la pena prevede un massimo di 7 anni di carcere.
Continuarono nello stesso periodo le organizzazioni anti-omosessuali da parte degli squadroni della morte ispirati dall'ayatollah Ali al-Sistani, il quale affermò in una Fatwā del 2005 che gli omosessuali “dovrebbero essere uccisi nel peggiore dei modi“. 
Questi squadroni divennero in seguito tristemente famosi per attirare dei giovani ragazzi gay tramite le chat, uccidendo e infliggendo loro atroci sofferenze. I giovani non sposati vennero minacciati, in quanto sospettati di essere gay, di essere uccisi, se non si fossero sposati al più presto possibile. 

### Anni 2010-2020
Al giorno d'oggi le persone LGBTQ irachene vivono nascondendo il loro orientamento o la loro identità sessuale, per paura di essere uccisi, cercando di fuggire e di chiedere asilo politico all'estero. 
Negli ultimi anni sono state giustiziate molte persone a causa del proprio orientamento sessuale o della propria identità di genere. Per questo motivo ipotetici luoghi di incontro all'aperto e community gay su Internet sono inesistenti. Anche le famiglie hanno contribuito uccidendo i propri figli.
Gli aggressori dell’esercito del Mahdi e della Lega dei Virtuosi hanno utilizzato metodi pesanti per uccidere gli omosessuali, colpendoli con blocchi di cemento fino a provocare loro la morte o spingendoli giù da edifici piuttosto alti. 
Nel 2017 un giovane di nome Karar Nushi è stato ucciso perché somigliante a Brad Pitt, accusato di essere omosessuale e di non frequentare le donne. 
Nel 2018 un ragazzino di 15 anni è stato massacrato a coltellate a Baghdad fino allo sventramento, da un gruppo di ragazzi, i quali hanno ripreso con la telecamera la scena dell'aggressione, dove si vede il giovane ragazzo in lacrime intento a chiamare la madre. 
Nonostante ciò, nel 2016, una delle figure più influenti a livello religioso e politico nel paese, Muqtada al-Sadr, ha rilasciato delle dichiarazioni in merito alle persone omosessuali nel Paese, rispondendo alle domande di un seguace sul proprio sito web. 
Al-Sadr affermò che i suoi uomini dovevano immediatamente cessare gli arresti, le torture e le violenze nei confronti degli omosessuali. Asserì comunque che la causa del comportamento omosessuale fosse dovuto ad un trauma psicologico e a sofferenza mentale. Continuò il suo discorso asserendo che gli omosessuali comunque meritino di vivere, anche se un buon musulmano dovrebbe isolarli dalla comunità, a scopo di far tornar loro sui propri passi verso Allah.
Nel 2019 le autorità di Mosul hanno demolito un vecchio palazzo che venne utilizzato dai Jihādisti dell'Isis per uccidere gli omosessuali, senza aveere l'obiettivo di ergere un memoriale per le vittime giustiziate. 

### Ultimi anni
Secondo un rapporto del 2018 dell’organizzazione IraQueer, il 96% delle persone LGBTQ intervistate ha dichiarato di aver subito violenza verbale o fisica.
In omaggio alla Giornata internazionale contro l’omofobia il 17 maggio 2020 le ambasciate del Regno Unito e del Canada hanno issato la bandiera arcobaleno nei loro uffici in Iraq. Dopo l'episodio il ministero degli Esteri iracheno affermato che essere omosessuali è contrario alle “norme e ai valori” dell’Iraq, "ricordando a tutte le missioni che operano in Iraq di aderire alle leggi del nostro Paese e a seguire le norme diplomatiche”, definendo la bandiera rainbow offensiva, secondo quanto riportato dal quotidiano internazionale arabo Asharq Al-Awsat.
Hassan Salem ha rimarcato come l’issare la bandiera sia stata una “azione immorale” e irrispettosa nei confronti dei musulmani. Salam al-Shammari, altro parlamentare, ha invece definito la bandiera come una violazione delle fondamenta etiche e religiose dell’Iraq. Muqtada al-Sad ha definito l’omosessualità “una malattia mentale” invitando le ambasciate irachene all’estero a sventolare “le bandiere di Maometto e Gesù” per rappresaglia.

## Tabella riassuntiva
| Attività e relazioni sessuali legali                                                                          | (illegale dal 2024) |
| Parità dell'età di consenso                                                                                   | No                  |
| Leggi anti-discriminazione sul lavoro                                                                         | No                  |
| Leggi anti-discriminazione nella fornitura di beni e servizi                                                  | No                  |
| Leggi anti-discriminazione in tutti gli altri settori (inclusa discriminazione diretta ed espressioni d'odio) | No                  |
| Leggi anti-discriminazione relative all'identità di genere                                                    | No                  |
| Matrimonio egualitario                                                                                        | No                  |
| Unione civile                                                                                                 | No                  |
| Convivenza non registrata                                                                                     | No                  |
| Single LGBT possono adottare                                                                                  | No                  |
| Stepchild adoption per coppie dello stesso sesso                                                              | No                  |
| Adozione per le coppie dello stesso sesso                                                                     | No                  |
| Maternità surrogata per le coppie omosessuali                                                                 | No                  |
| Autorizzazione a prestare servizio nelle forze armate                                                         | No                  |
| Diritto di cambiare anagraficamente sesso                                                                     | No                  |
| Terapie di conversione di minori vietate                                                                      | No                  |
| Permessa la donazione di sangue da parte di uomini omosessuali                                                | No                  |